# Prumna primnoa
Prumna primnoa är en insektsart som först beskrevs av Victor Ivanovitsch Motschulsky 1846.  Prumna primnoa ingår i släktet Prumna och familjen gräshoppor. Inga underarter finns listade i Catalogue of Life.